# Langflog Glacier
Langflog Glacier är en glaciär i Antarktis. Den ligger i Östantarktis. Norge gör anspråk på området. Langflog Glacier ligger 2 221 meter över havet.
Terrängen runt Langflog Glacier är huvudsakligen kuperad, men åt nordväst är den bergig. Trakten är obefolkad. Det finns inga samhällen i närheten. 